# Obniżenie Podsudeckie
 Obniżenie Podsudeckie (332.15) – według podziału fizycznogeograficznego Jerzego Kondrackiego i Wojciecha Walczaka mezoregion wchodzący w skład Przedgórza Sudeckiego.

## Położenie
Obniżenie obejmuje środkową część Przedgórza. Od południowego zachodu wzdłuż wyraźnie widocznej w morfologii linii sudeckiego uskoku brzeżnego graniczy z Sudetami Środkowymi, od północnego wschodu ze Wzgórzami Strzegomskimi, Równiną Świdnicką i Masywem Ślęży, natomiast od wschodu ze Wzgórzami Niemczańsko-Strzelińskimi.

## Geologia
Pod względem geologicznym obejmuje fragment bloku przedsudeckiego, przykryty grubą warstwą osadów neogeńskich i plejstoceńskich.

## Rolnictwo
Obniżenie podsudeckie posiada bardzo żyzne gleby, przez co jest intensywnie wykorzystywane rolniczo. Występują tu bardzo dobre warunki glebowe i klimatyczne, co powoduje, że dobrze rosną tu rośliny takie jak pszenica i buraki cukrowe.

## Urbanizacja i przemysł
W południowo-wschodniej części mezoregionu w Kotlinie Dierżoniowskiej znajdują się Dzierżoniów, Bielawa i Piława Górna – miejscowości znane przede wszystkim z przemysłu włókienniczego. Na granicy z Pogórzem Wałbrzyskim leżą Świebodzice.